# Grand Theft Auto: London, 1961
Grand Theft Auto: London, 1961 là một gói nhiệm vụ phân phối miễn phí hay có thể coi là một bản mở rộng của Grand Theft Auto và Grand Theft Auto: London, 1969 được phát hành vào ngày 1 tháng 6 năm 1999. London, 1961 là phiên bản thứ ba trong dòng game này.
Giống như London, 1969, trò chơi sử dụng cùng một game engine như Grand Theft Auto. Đúng như cái tên có phần ngụ ý, game lấy bối cảnh diễn ra ở Luân Đôn vào năm 1961, tám năm trước khi các sự kiện diễn ra ở bản London, 1969. Bản 1961 thiết kế gói nhiệm vụ này là sớm nhất tính theo thứ tự thời gian của dòng game Grand Theft Auto.
Không giống như London, 1969, London, 1961 chỉ dành cho PC vì nó là phần mềm miễn phí có thể tải về được. Với dung lượng 7 MB, London, 1961 cần có bản London, 1969 và tất cả đều cần có bản gốc Grand Theft Auto. Nó cũng có thể chỉ được chơi với bản gốc London, 1969 và không hoạt động với phiên bản có trong bản gộp Grand Theft Auto: The Classics Collection pack.